# جغرافیای رفتاری

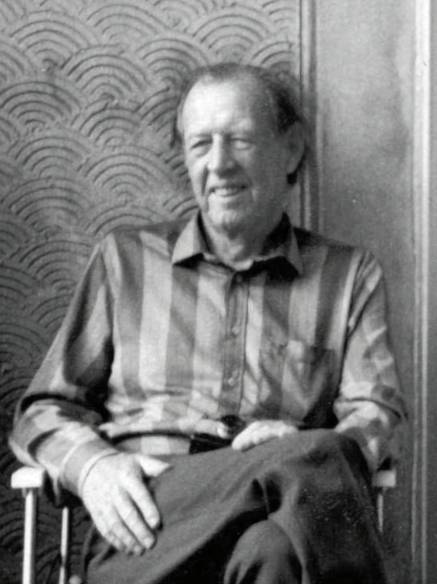
ریموند ویلیامز، نویسنده واژگان کلیدی: واژگان فرهنگ و جامعه (۱۹۸۳).

جغرافیای رفتاری (به انگلیسی: Behavioral geography) شاخه‌ای از علوم انسانی است که به مطالعه فرآیندهای شناختی و واکنش آن به محیط از طریق رفتارگرایی می‌پردازد.
به بیان دیگر جغرافیای رفتاری رویکردی در جغرافیای انسانی است که رفتار انسان را با تفکیک آن به بخش‌های گوناگون و جداگانه بررسی می‌کند. جغرافی‌دانان رفتاری بر فرآیندهای شناختی به عنوان زیربنای استدلال فضایی، تصمیم‌گیری و رفتار تمرکز می‌کنند. علاوه بر این، جغرافیای رفتاری یک ایدئولوژی/رویکرد در جغرافیای انسانی است که از روش‌ها و مفروضات رفتارگرایی برای تعیین فرآیندهای شناختی دخیل در ادراک یا پاسخ و واکنش فرد به محیط خود استفاده می‌کند.
راه‌های زیادی برای درک و تفسیر طبیعت وجود دارد. به گفته ریموند ویلیامز، سه راه برای معنا بخشیدن (یا تعریف) طبیعت وجود دارد:
1. طبیعت به عنوان یک کیفیت، شخصیت یا فرایند (مانند سرشت انسان)
2. طبیعت به عنوان یک نیرو (به عنوان مثال آب و هوا)
3. طبیعت به عنوان جهان مادی (به عنوان مثال محیط طبیعی فیزیکی)

به گفته ریموند ویلیامز، زبان در چگونگی درک، تفسیر و معنا بخشیدن به طبیعت نقش دارد. این‌گونه است که چندین حقیقت می‌توانند هم‌زمان معتبر باشند.

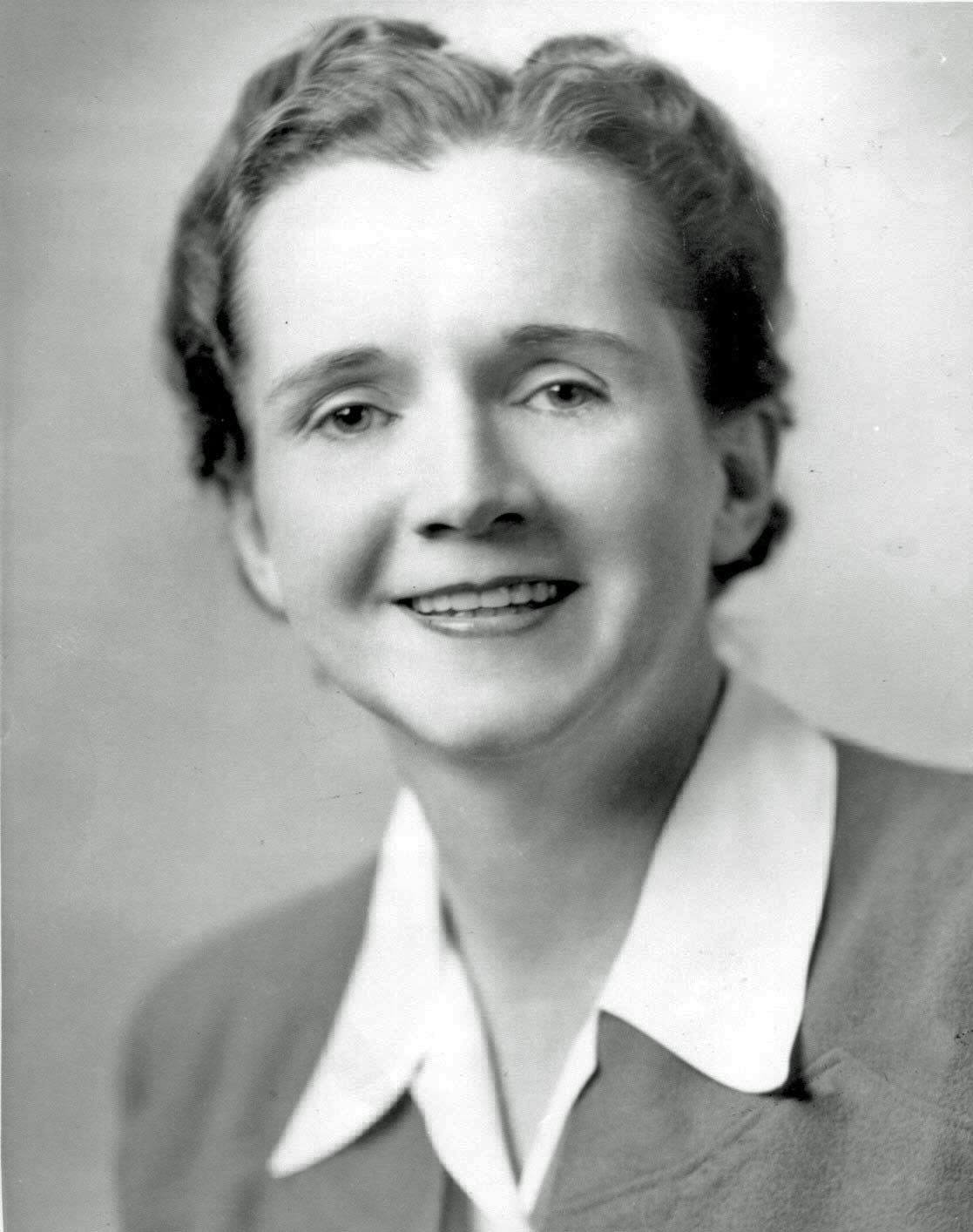
راشل کارسون، نویسنده کتاب بهار خاموش (۱۹۶۲)

## نقدی بر ساختار اجتماعی طبیعت
ساختار اجتماعی طبیعت در چهار حوزه اصلی می‌تواند بهبود یابد:
- با اهمیت دادن بیشتر به شیوه‌ای که واقعیت‌ها از طریق تعاملات اجتماعی-فرهنگی ساخته می‌شوند[۲]
- با پی بردن به اینکه تمام علوم باید بر اساس یک استاندارد یکسان تحلیل شوند[۲]
- با درک بهتر نقشی که زبان در ساختارگرایی دارد[۲]
- با اهمیت دادن بیشتر به نحوه وجود حقایق و نحوه تنظیم بر اساس تئوری شبکه عملگرا[۲]

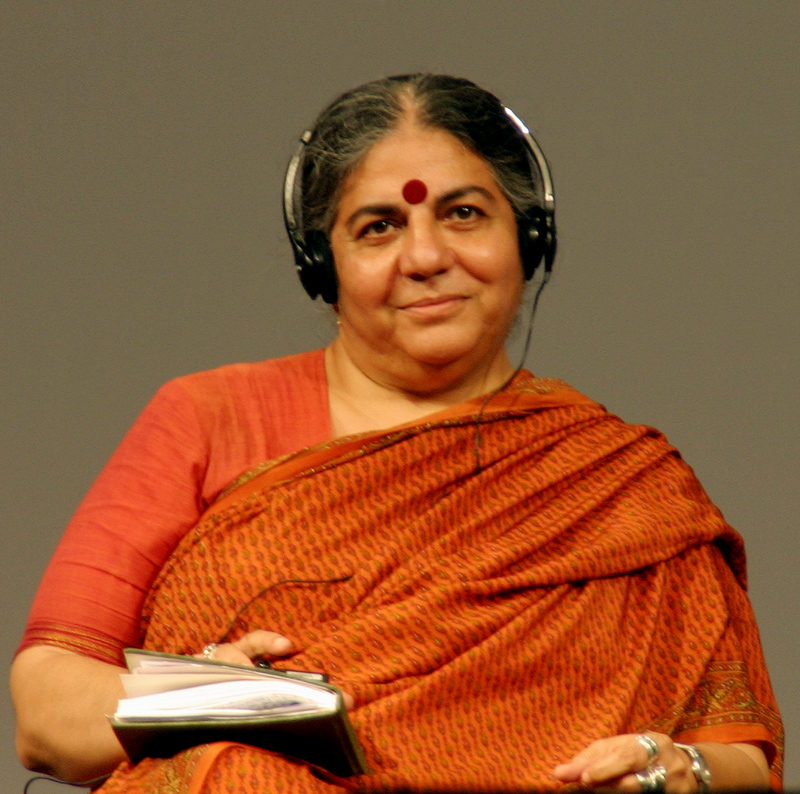
واندانا شیوا، نویسنده زنده ماندن: زنان، فرهنگ و توسعه (۱۹۸۸)